# Лей (город)
Лей (тайск. เลย) — город в Таиланде, столица одноимённой провинции.

## География
Город находится примерно в 545 км к северо-востоку от Бангкока и 150 км к западу от Удонтхани. Расположен на левом берегу реки Лей.

## Население
По состоянию на 2015 год население города составляет 21 906 человек. Плотность населения — 1765 чел/км². Численность мужского населения (50,3 %) незначительно превышает численность женского (49,7 %).